# Roburan
Roburan is een bestuurslaag in het regentschap Padang Lawas van de provincie Noord-Sumatra, Indonesië. Roburan telt 206 inwoners (volkstelling 2010).